# Estereoedro
En geometría y cristalografía, un estereoedro es un politopo convexo que rellena el espacio isoédricamente, lo que significa que la simetría del teselado permite trasladar cualquier tesela estereoédrica hasta hacerla coincidir con cualquier otra.
Los análogos bidimensionales de los estereoedros se denominan planígonos. Los politopos de dimensiones superiores también pueden ser estereoedros, aunque sería más exacto llamarlos estereotopos.

## Plesioedros
Los plesioedros son un subconjunto de los estereoedros, definidos como las celdas de Voronoi de un conjunto de Delaunay simétrico.
Los paraleloedros son plesioedros que rellenan el espacio empleando únicamente la traslación. Las aristas representadas con el mismo color son paralelas entre sí.
|      |                  |                 |                     |                   |
| Cubo | Prisma hexagonal | Rombododecaedro | Dodecaedro elongado | Octaedro truncado |

## Otros estereoedros periódicos
La teselación catóptrica contiene células estereoédricas. Los ángulos diedros son divisores enteros de 180°, y están coloreados según su orden. Los primeros tres son los dominios fundamentales de simetría {\displaystyle {\tilde {C}}_{3}}, {\displaystyle {\tilde {B}}_{3}} y {\displaystyle {\tilde {A}}_{3}}, representados por los diagramas de Coxeter-Dynkin siguientes: ,  y . {\displaystyle {\tilde {B}}_{3}} es una media simetría de {\displaystyle {\tilde {C}}_{3}} y {\displaystyle {\tilde {A}}_{3}} es un cuarto de simetría.
Cualquier estereoedro que llene el espacio mediante operaciones de simetría se puede diseccionar en celdas idénticas más pequeñas que también son estereoedros. Los modificadores de nombre empleados a continuación (mitad, cuarto y octavo) representan dichas disecciones.
| Caras            | 4                  | 4                      | 4                   | 4                 | 5                           | 5                 | 5                      | 6                         | 6                     | 6        | 6               | 8                  | 12              |
| ---------------- | ------------------ | ---------------------- | ------------------- | ----------------- | --------------------------- | ----------------- | ---------------------- | ------------------------- | --------------------- | -------- | --------------- | ------------------ | --------------- |
| Tipo             | Tetraedro          | Tetraedro              | Tetraedro           | Tetraedro         | Pirámide cuadrada           | Pirámide cuadrada | Pirámide cuadrada      | Bipirámide triangular     | Bipirámide triangular | Cubo     | Cubo            | Octaedro           | Rombododecaedro |
| Imágenes         | 1/48 (1)           | 1/24 (2)               | 1/12 (4)            | 1/12 (4)          | 1/24 (2)                    | 1/6 (8)           | 1/6 (8)                | 1/12 (4)                  | 1/4 (12)              | 1 (48)   | 1/2 (24)        | 1/3 (16)           | 2 (96)          |
| Simetría (orden) | C1                 | C1v 2                  | D2d 4               | C1v 2             | C1v 2                       | C4v 8             | C2v 4                  | C2v 4                     | C3v 6                 | Oh 48    | D3d 12          | D4h 16             | Oh 48           |
| Panal            | Octavo piramidal · | Piramidal triangular · | Tetraedral oblata · | Medio piramidal · | Cuarto piramidal cuadrado · | Piramidal ·       | Semioctaedral oblata · | Cuarto octaedral oblata · | Cuarto cúbica ·       | Cúbica · | Cúbica oblata · | Octaedral oblata · | Dodecaedral ·   |

Otros poliedros convexos que son estereoedros, pero no paraleloedros ni plesioedros, incluyen al girobifastigio.
| Caras            | 8              | 8                       | 10                | 12                           |
| ---------------- | -------------- | ----------------------- | ----------------- | ---------------------------- |
| Simetría (order) | D2d (8)        | D2d (8)                 | D2d (8)           | D4h (16)                     |
| Imágenes         |                |                         |                   |                              |
| Celda            | Girobifastigio | Girobifastigio elongado | Diez de diamantes | Bipirámide cuadrada elongada |